# Бараново (Ковровський район)
Бараново (рос. Бараново) — присілок у Ковровському районі Владимирської області Російської Федерації.
Входить до складу муніципального утворення Новосельське сільське поселення. Населення становить 14 осіб (2010).

## Історія
Присілок розташований на землях фіно-угорського народу мещери.
Від 10 квітня 1929 року належить до Ковровського району, утвореного спочатку у складі Івановської промислової області, а відтак від 14 серпня 1944 року у складі новоутвореної Владимирської області.
Згідно із законом від 11 травня 2005 року входить до складу муніципального утворення Новосельське сільське поселення.

## Населення
| 1763 | 1782 | 1795 | 1816 | 1819 | 1834 | 1850 |
| ---- | ---- | ---- | ---- | ---- | ---- | ---- |
| 89   | ↗119 | ↗129 | ↗186 | ↘168 | ↗241 | ↗256 |
| 1859 | 1873 | 1879 | 1895 | 1905 | 1923 | 1926 |
| ↘242 | ↗284 | ↗309 | ↗385 | ↘331 | ↗339 | ↘331 |
| 1961 | 1970 | 1983 | 2002 | 2010 |      |      |
| ↘123 | ↘78  | ↘45  | ↘29  | ↘14  |      |      |